# Bekenntnisse des Hochstaplers Felix Krull

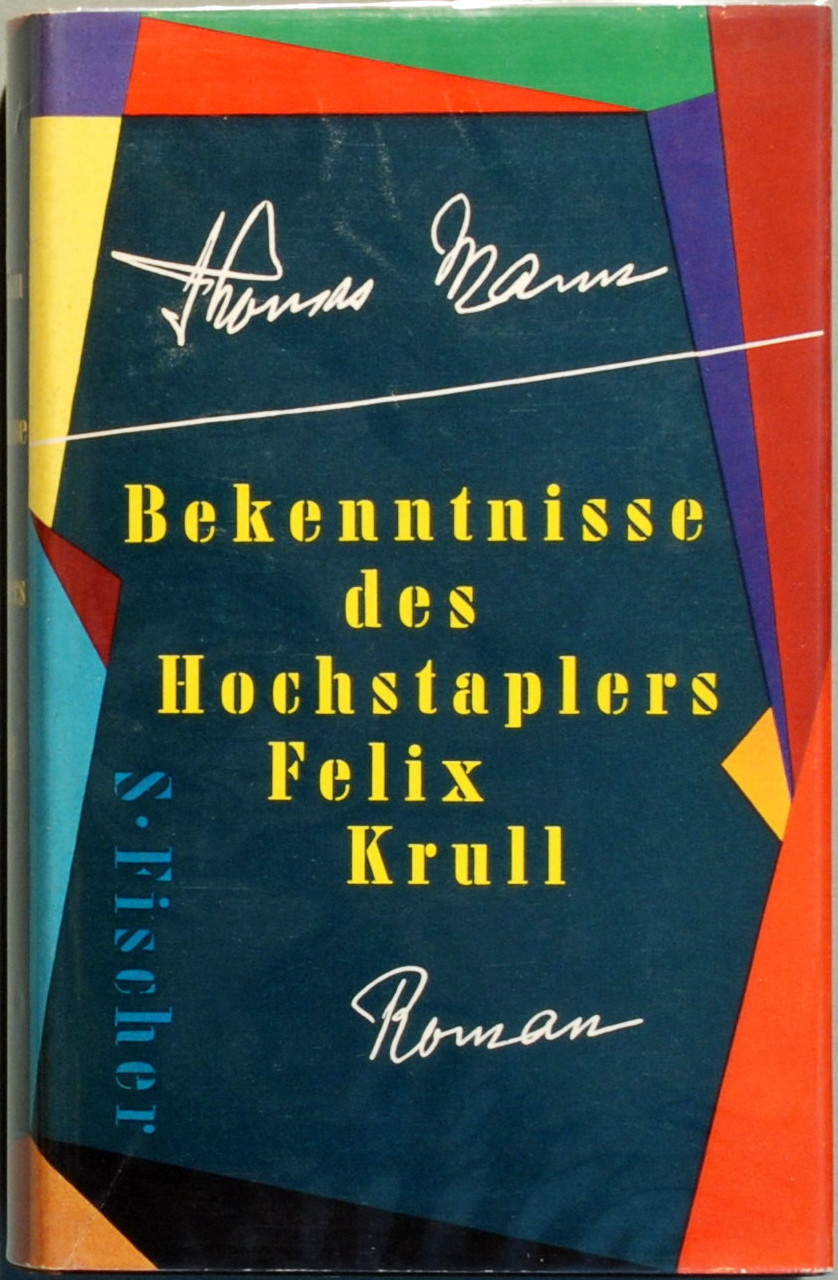
Erstausgabe des vollständigen Romans aus dem S. Fischer Verlag, 1954

Bekenntnisse des Hochstaplers Felix Krull. Der Memoiren erster Teil ist ein Fragment gebliebener Roman von Thomas Mann. Das Werk entstand in den Jahren 1910 bis 1913 und in der Zeit vom 26. Dezember 1950 bis zum 16. April 1954.
Geplant war der Hochstapler-Roman als eine Parodie auf Goethes Autobiografie Dichtung und Wahrheit.
Thomas Mann strebte eine travestierende Übertragung des Künstlertums ins Betrügerisch-Kriminelle an und rückte den Künstler humoristisch in die Nähe des Hochstaplers.
Das Werk parodiert den klassischen Bildungs- und Entwicklungsroman sowie die Memoirenliteratur und steht sowohl in der Tradition des Abenteuer- als auch des Schelmenromans.

## Entstehungsgeschichte
Thomas Mann plante den Roman seit 1905. Angeregt hatten ihn die Memoiren des Hochstaplers und Betrügers Georges Manolescu. In die Jahre 1910 bis 1913 fiel die erste Arbeitsphase. Eine erste Fassung erschien in zwei unterschiedlich ausgestatteten Ausgaben 1922 und 1923, eine weitere Fassung 1937. Nach einer Pause wurde 1950 bis 1954 «Der Memoiren erster Teil» abgeschlossen. Es blieb beim ersten Teil. Zur Weiterführung von Felix Krulls Lebensweg äußerte sich der 79-jährige Thomas Mann: „Wie, wenn der Roman weit offen stehen bliebe? Es wäre kein Unglück meiner Meinung nach.“

## Inhalt
Die angegebenen Seitenzahlen in den Fußnoten beziehen sich auf die Taschenbuchausgabe des Fischer-Verlags.

### Erstes Buch
Der 40-jährige Felix Krull, müde von den Abenteuern einer bewegten Vergangenheit und nun zurückgezogen lebend, berichtet von den Umständen, unter denen er seine Erinnerungen niederschreibt. Er versichert, stets völlig bei der Wahrheit bleiben zu wollen.
Felix Krull wird Mitte der 1870er Jahre in einer Kleinstadt im Rheingau geboren. Der Vater, ein Lebemann, ist Fabrikant eines Schaumweins, dessen aufwändige Ausstattung über seine miserable Qualität hinwegtäuschen soll. Vergnügungssucht, Verschwendung und Oberflächlichkeit kennzeichnen den Lebensstil in der Villa Krull. Wegen ihrer moralischen und finanziellen Fragwürdigkeit wird die Familie im Städtchen gemieden, und Felix bleibt ohne Freunde. Er ist ohnehin überzeugt, aus feinerem Holz geschnitzt zu sein als andere und eines Tages den ihm gebührenden Platz in der Gesellschaft einnehmen zu können. Von besonderem Einfluss auf Felix’ Lebensweg ist sein Pate Schimmelpreester, ein Kunstmaler mit unklarer Vergangenheit, der sich (zu Unrecht) mit dem Titel „Professor“ anreden lässt.
Schon früh zeigt sich Felix’ besonderes Talent zum Rollenspiel. Als Achtjähriger beteiligt er sich an einem Kurkonzert – mit einer Geige, die keinen Ton hervorbringt. Das Publikum ist entzückt von dem vermeintlichen Wunderkind. Des Öfteren steht er seinem Paten in unterschiedlichen Kostümierungen Modell, wobei er in jeder Verkleidung vollkommen glaubhaft und natürlich wirkt. Um der verhassten Schule zu entgehen, lernt er, die Unterschrift seines Vaters perfekt zu fälschen. Zum gleichen Zweck übt er, Krankheiten zu simulieren, und bringt es mit Willensstärke so weit, dass selbst der Hausarzt, der ihn zunächst zu durchschauen glaubt, vor seiner Schauspielerei kapituliert.
Zum Schlüsselerlebnis für Felix wird eine Begegnung mit dem Schauspieler Müller-Rosé, der auf der Bühne das Publikum als strahlender Held begeistert, sich in der Garderobe aber als besonders hässlicher und vulgärer Mensch erweist. Felix erkennt, dass der Begabung Müller-Rosés, die Menge zu verzaubern, das Bedürfnis des Publikums nach Illusion und Verführung entspricht.
Eine Zeit lang entwendet Felix hin und wieder Süßigkeiten aus einem Delikatessengeschäft. Als Diebstahl möchte er das jedoch nicht bezeichnet wissen. Dies sei ein abgenutztes Wort, das nur für den Pöbel gelte, nicht aber für ihn, „einen vom Schicksal Begünstigten“.
Im Alter von 16 Jahren geht Felix eine mehrjährige sexuelle Beziehung mit seinem Zimmermädchen Genovefa ein und gelangt dabei zu der Überzeugung, dass er zwar nicht als Schüler (er muss die Oberrealschule ohne Abschluss verlassen), wohl aber als Liebhaber über eine ganz außerordentliche Begabung verfüge.
Noch bevor Felix volljährig ist, macht der Vater Bankrott und erschießt sich.

### Zweites Buch
Der Pate Schimmelpreester hat für jedes Mitglied der nun fast mittellosen Familie einen Lebensplan entwickelt, der den jeweiligen Fähigkeiten und Wünschen entspricht. Für Felix hat er eine Anstellung in einem Pariser Luxushotel erwirkt.
Vorerst jedoch begleitet dieser seine Mutter nach Frankfurt, wo sie dem Lebensplan gemäß eine Pension eröffnet. Felix nutzt den Aufenthalt in der mondänen Großstadt, um das Leben der oberen Gesellschaftsschicht zu studieren, zu dem ihm der Zugang zunächst jedoch noch verwehrt ist. Die eleganten Menschen, die er beim Betreten oder Verlassen der Theater und vornehmen Restaurants beobachtet, faszinieren ihn ebenso wie die Luxusgüter in den prächtigen Schaufenstern. Bei seinen Erkundungstouren durch die Stadt erregt Krull das erotische Interesse von Frauen und Männern, und so zieht auch die zwielichtige Halbwelt der Freudenmädchen und Zuhälter Felix an. Vorübergehend unterhält er eine Beziehung zu der Prostituierten Rosza, die ihn an ihren Einnahmen beteiligt, und unter deren Anleitung er seine Fähigkeiten als Liebhaber vervollkommnet.

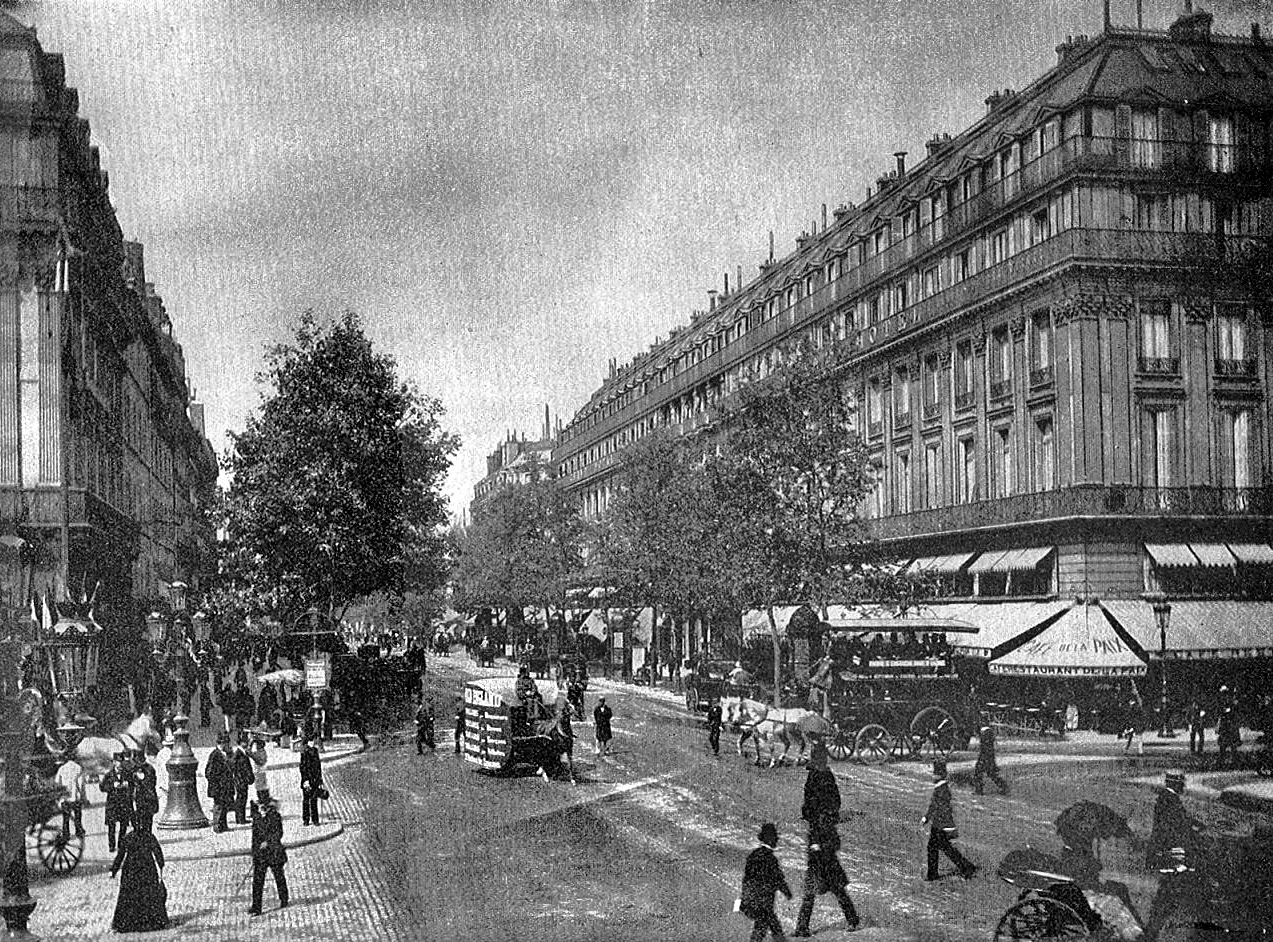
Pariser Straßenszene um 1890; rechts ein Grand Hotel

In die Frankfurter Zeit fällt Felix’ Musterung, auf die er sich durch die Lektüre medizinischer Bücher sorgfältig vorbereitet hat. Während er seinen Willen zum Wehrdienst sehr betont, spielt er der Musterungskommission einen täuschend echten epileptischen Anfall vor und wird nach seiner überzeugenden Darbietung prompt vom Militärdienst befreit.
Schließlich ist es Zeit für die Reise nach Paris. Während der Zollkontrolle findet ein Schmuckkästchen, das einer neben ihm stehenden reichen Dame gehört, unbemerkt seinen Weg in Felix’ Koffer. Im Hotel wird Felix zunächst als Liftboy eingesetzt und erhält den Namen Armand. In der Zwischenzeit verkauft er den Schmuck an einen Hehler. Das erhaltene Geld nutzt er für das feine Pariser Leben, das er vor seinen Genossen jedoch verheimlicht. Im Aufzug trifft er die Eigentümerin des gestohlenen Kästchens wieder, Madame Houpflé, die ihn jedoch nicht erkennt und den „schönen Lifttreiber“ zu einem nächtlichen Rendezvous auf ihrem Zimmer einlädt. Sie ist Schriftstellerin, publiziert ihre Werke unter ihrem Geburtsnamen Diane Philibert, und ist mit einem Klosettschüssel-Fabrikanten verheiratet. Als ihr Felix gesteht, sie bestohlen zu haben, ist sie geradezu entzückt: Sie sieht in Felix einen zweiten Hermes, den jugendlichen Gott der Diebe, fordert ihn auf, ihr noch weitere Wertsachen zu stehlen, und genießt durch diese „Demütigung“ ihre Liebeswonnen mit ihm noch intensiver.

### Drittes Buch
Felix Krull steigt bald zum Kellner und Oberkellner auf. In seiner Freizeit kann er sich mit dem Erlös aus dem Diebesgut einen dandyhaften Lebensstil leisten. Während eines Zirkusbesuches wird er sich seiner künstlerischen Ambitionen bewusst. Gebannt verfolgt er die Darbietungen der Akrobaten, insbesondere der Trapezkünstlerin Andromache, und sieht in den Artisten seinesgleichen. Genau wie sie will auch er die Welt bezaubern, selbst wenn er weiß, dass er damit ein vergleichbares Risiko eingeht wie die Trapezkünstler unter der Zirkuskuppel.
Unter den Hotelgästen befindet sich auch Mr. Twentyman, ein neureicher Industrieller aus Birmingham, dessen blonde Tochter Eleanor sich heftig in Felix Krull verliebt. Dieser hat seine liebe Not, sich den „Wildfang“ vom Leibe zu halten und ihr ein gemeinsames Durchbrennen schonend auszureden.
Gleichzeitig wirbt der homosexuelle Lord Kilmarnock um ihn: „Eine Persönlichkeit ernsteren Gewichts“, von schottischem Hochadel, möchte er Krull mit auf sein Schloss nach Schottland nehmen, ihn als Kammerdiener fürstlich bezahlen, ja sogar adoptieren. Aber Krull widersteht ihm ebenso wie auch Eleanor Twentyman. Beide kann er, dank seiner empathischen Fähigkeiten, mit gut gewählten Worten vertrösten und sich so seine Freiheit weiterhin bewahren. Und schon bald soll sich seinen schauspielerischen Talenten eine Möglichkeit bieten, die sein Leben in ganz neue Bahnen lenken wird: Ein weiterer Stammgast des Hotels, der etwa gleichaltrige Marquis de Venosta, bittet Felix um einen Rollentausch. Felix soll die Identität Venostas übernehmen und an dessen Stelle eine Weltreise antreten, damit sich der wahre Marquis ungestört seiner leichtsinnigen Pariser Liebschaft, der Sängerin Zaza, widmen kann, ohne dabei weiter von seinen strengen Eltern behelligt zu werden. Als Felix zusagt, beginnt er, das Leben des Marquis und dessen Merkmale zu studieren, sodass der Rollentausch nicht auffällt.
Die Reise beginnt im Nachtzug nach Lissabon. Im Speisewagen sitzt Felix Krull dem mitteilungsbedürftigen Paläontologen Professor Kuckuck gegenüber, der ihm einen ausführlichen naturwissenschaftlichen und philosophischen Vortrag über die Entwicklung des Kosmos und der Lebewesen und über die Evolution des Menschen hält; dabei spricht er von drei Urzeugungen: des Seins aus dem Nichts, des Lebens aus dem Anorganischen und des Menschen aus dem Tierreich. Der Mensch sei ein „Spätkömmling“, und die Genesis habe „recht, in ihm die Schöpfung gipfeln zu lassen“; wenn sie den Vorgang auch „ein wenig drastisch“ abkürze, sei das „organische Leben auf Erden“ doch etwa 550 Millionen Jahre alt.
Zwar ist das Sein für Kuckuck lediglich ein Intermezzo „zwischen Nichts und Nichts“, doch der episodische Charakter des Lebens entwürdige es nicht, sondern mache es gerade wertvoll.
In Lissabon, der ersten Station seiner Weltreise, findet der Marquis de Venosta alias Krull schnell Anschluss an die Familie des Professors, dessen hübsche und schnippische Tochter Zouzou er für sich zu gewinnen hofft; dabei reizt ihn die Doppelfigur Mutter-Tochter, wie ihn auch sonst ambivalente Verhältnisse faszinieren. Professor Kuckuck führt ihn durch sein naturkundliches Museum, sein Assistent Dom Miguel Hurtado zeigt Felix den Botanischen Garten. In einem langen Brief berichtet er seinen „Eltern“ von seinen Erlebnissen, unter anderem von einem Besuch beim König Portugals, der ihm einen Orden verliehen hat. Im Gespräch mit Zouzou, der Tochter Kuckucks, verteidigt er die Liebe gegen deren Vorwurf, das sei nur eine schmutzige Angelegenheit der Männer, die eine Frau herumkriegen wollten. Im Verlauf nimmt Krull immer mehr die Persönlichkeit des Marquis an und wird fast eins mit der Figur. Gemeinsam mit Familie Kuckuck und dem Assistenten Hurtado besucht er einen Stierkampf, wobei sein Augenmerk sich ebenso auf den Kampf wie auf den erregt wogenden Busen der Frau Kuckuck richtet. Bei einem letzten Besuch trifft er Zouzou heimlich im Garten, wo sie ihn endlich leidenschaftlich küsst, als Kuckucks „rassige“ Gattin, Senhora Maria Pia, dazwischentritt und ihre Tochter auf ihr Zimmer schickt, um Felix nach Vorwürfen wegen seiner unschicklichen Annäherung an Zouzou, welche die Gattin Hurtados werden soll, kurzerhand selbst zu verführen. – Damit endet „Der Memoiren erster Teil“.

## Geplante Fortsetzung des Romans
Thomas Mann hat die geplante Fortsetzung der Memoiren auf einem Notizblatt wie folgt festgehalten: „Felix Krull wird mit 20 Jahren Kellner, lernt mit 21 den jungen Aristokraten kennen, an dessen Statt er reist. Kehrt mit 22 zurück. Arbeitet bis 27 als Hôteldieb. Von 27 bis 32 im Zuchthaus. Heiratet mit 34. Gerät mit 39 wieder in Untersuchungshaft und wird von Polizisten an das Sterbebett seiner Frau begleitet. Flucht aus dem Untersuchungsgefängnis und Entweichung nach England.“ Auf demselben Notizblatt wird auch die Einteilung des Romans festgehalten: „Erster Teil: Jugend. / Zweiter Teil: Kellner und Reise. / Dritter Teil: Hôteldieb / Vierter Teil: Zuchthaus / Fünfter Teil: Ehe / Sechster Teil: Der Kleinen Tod. Flucht. Ende.“

## Interpretationsansätze

### Das Romanpersonal

#### Engelbert Krull, der Vater
Engelbert Krull besitzt eine Schaumweinfabrik am Rhein. Das Ehepaar Krull lädt häufig Gäste ein. Die Trinkgelage in der Villa arten regelmäßig in Orgien aus. Engelbert Krull legt mehr Gewicht auf die Erscheinung als auf das Wesen. Eine Oberflächlichkeit, die sich in der von Felix beschriebenen Neigung seines Vaters zu französischen Redewendungen zeigt. So lässt sich daraus schließen, dass Felix von seinem Vater den Hang zum bequemen Leben und zum Spiel mit Schein und Sein geerbt hat. Aber auch als Sektfabrikant betrügt Engelbert Krull seine Kundschaft. Pate Schimmelpreester zu Engelbert Krull: „Ihre Person in Ehren, aber Ihren Champagner sollte die Polizei verbieten. Vor acht Tagen habe ich mich verleiten lassen, eine halbe Flasche davon zu trinken, und noch heute hat meine Natur sich nicht von diesem Angriff erholt.“ Aus dem Scheitern des Betrugs seines Vaters lernt Felix, dass die Täuschung einen wahren Kern beinhalten muss, um erfolgreich zu sein.
Engelbert Krull geht bankrott und erschießt sich. Felix trauert um ihn (trotz seiner narzisstischen Züge empfindet er Trauer und Mitleid gegenüber seinem Vater). „Mein armer Vater“ lautet die stehende Formel, wenn er ihn in seinen Memoiren erwähnt. Engelbert Krull verkörpert den banal-weltläufigen Lebenskünstler, der folgerichtig scheitert, da ihm Pflichtgefühl und Leistungswille abgehen.

#### Mutter Felix Krulls
Sie wird als dumm und von beleibter, unästhetischer Gestalt beschrieben. Mit ihrer Tochter Olympia fühlt sie sich mehr verbunden als mit ihrem Ehemann. Beide Ehegatten langweilen sich „bis zur Erbitterung miteinander“. Bei der Eröffnung der Pension wird sie jedoch, Schimmelpreester verweist selbst auf ihre Hausfrauenqualitäten, zur eifrigen selbstständigen Frau.

#### Olympia Krull, die Schwester
Olympia hat eine enge Beziehung zu ihrer Mutter. Der Vater spielt für sie wie für Felix keine wichtige Rolle. Nach dem väterlichen Bankrott schlägt sie eine Künstlerkarriere ein und hat Erfolg auf der Operettenbühne.
Ihr Bruder bezeichnet sie als „dickes und außerordentlich fleischlich gesinntes Geschöpf“, dessen Lebensinhalt von dumpfer „Vergnügungssucht“ geprägt sei. Ihr Name spielt auf die olympische Götterwelt und deren Sittenfreiheit an.

#### Pate Schimmelpreester
Felix’ Taufpate und Namenspatron Schimmelpreester, „ein schrulliger Maler“, ist ein enger Freund der Familie und für den heranwachsenden Felix eine wichtige Bezugsperson. Schimmelpreester wird mit „Professor“ angeredet, ohne jedoch einer zu sein. Seine Weltanschauung in Verbindung mit seinem Namen drückt er wie folgt aus: „Die Natur (…) ist nichts als Fäulnis und Schimmel und ich bin zu ihrem Priester bestellt, darum heiße ich Schimmelpreester“. Aufgrund nie ganz deutlich gewordener Vorfälle hat es Schimmelpreester in die rheinische Provinzstadt verschlagen, in der auch Felix Krull aufwächst. Felix, mit seinem „Kostümkopf“, steht dem Maler häufig Modell, nackt oder phantasievoll kostümiert.
Nachdem der Vater bankrottgegangen ist und sich erschossen hat, kümmert sich Pate Schimmelpreester um die verbleibende Familie. Der Mutter rät er, in Frankfurt eine kleine Pension zu eröffnen, sein Patenkind Felix soll die Hotelkarriere einschlagen. Aufgrund einer lange zurückliegenden Bekanntschaft mit dem Direktor eines Pariser Luxushotels kann er Felix eine aussichtsreiche Lehrstelle verschaffen.

#### Marquis Louis de Venosta
Der Marquis Louis de Venosta stammt aus einer luxemburgischen Adels- und Industriellenfamilie. In Paris dilettiert er als angehender Kunstmaler. Finanziell gut gestellt, verkehrt er im Restaurant des Hotels Saint James & Albany. Dort wird er von dem Kellner Felix Krull wiederholt bedient. Felix’ adrettes Wesen macht Eindruck auf ihn. Zu seiner Überraschung begegnet er ihm auch anderenorts und lernt den Dandy Felix Krull in der Rolle kennen, die sich Felix in seiner knappen Freizeit gestattet – finanziert von Diebesgut. Der Marquis ist von der Doppelexistenz entzückt.
Reich und von Adel, doch sonst ein schlichter Kopf, ist der Marquis in Bedrängnis geraten. Seine Eltern fordern – unter Androhung von Enterbung – die Trennung von seiner Pariser Freundin aus der Halbwelt und haben ihm eine Weltreise verordnet. Felix Krull erkennt seine Chance und schlüpft in eine neue Rolle. Unter dem Namen des Marquis tritt er dessen Weltreise an. Die Unterschrift seines Vaters konnte Felix bereits als Schulkind perfekt fälschen, die Unterschrift des Marquis gelingt ihm ebenso.

#### Lord Kilmarnock
Mit dem homosexuellen Lord, beschrieben als „ein Mann von sichtlicher Vornehmheit, um die Fünfzig, mäßig hoch gewachsen, schlank, äußerst akkurat gekleidet“, hat sich Thomas Mann selbst porträtiert. Die Episode ist ein Echo seiner letzten Liebe: Im Sommer 1950 wohnte er in Zürich im Grand Hotel Dolder, wo er sich in den 19-jährigen Hotelpagen Franz Westermeier verliebte. Nach diesem modellierte Mann nun sein Porträt des Felix Krull, das in den 1910er Jahren verfassten Teilen noch eher ihm selbst geähnelt hatte.

#### Madame Houpflé
Mit Madame Houpflé, Gattin eines Klosettschüsselfabrikanten, alias Diane Philibert, erfolgreicher Schriftstellerin, hat der Liftboy Felix Krull alias Armand eine kurze, aber heftige Liebesbeziehung.
In dem schlanken, gut gewachsenen Liftboy meint die gebildete Frau den personifizierten Hermes zu erkennen. Sie möchte von ihm, nachdem er ihr gestanden hat, sie anderenorts bereits bestohlen zu haben, lustvoll erniedrigt werden – von Hermes, dem Gott der Diebe. Felix Krull mit seiner kümmerlichen Schulbildung lernt so diese Götterfigur kennen. Von nun an wird er, sobald sich die Gelegenheit dazu ergibt, auf den antiken Hermes zu sprechen kommen – als sei die antike Mythologie ihm vollkommen geläufig.
Mechthild Curtius kommt bei der Betrachtung der Begegnung Krulls mit Madame Houpflé zu dem Schluss, dass es sich dabei um eine Metapher für Inzest handelt. Arne Hoffmann vertritt ergänzend die Auffassung, dass die Szene in einem starken sadomasochistischen Kontext steht. Dieser Auffassung ist auch Werner Frizen. Sung-Hyun Jang sieht in der Episode eher einen Reflex von Manns Liebe zu Franz Westermeier: Wie Mann selbst sei Houpflé Schriftstellerin, wie er fühle sie sich gerade von jungen Männern sexuell angezogen, und wie er erlebe sie ihr sexuelles Begehren wegen der Unmöglichkeit einer Eheschließung als tragisch. Demnach habe Mann sein Zürcher Liebeserlebnis im Felix Krull auf zwei verschiedene Liebesbeziehungen verteilt: „eine mißglückte homosexuelle und eine gelungene heterosexuelle Beziehung“.

#### Professor Kuckuck
Professor Kuckuck, dem Ehemann und Vater seiner portugiesischen Doppelliebschaft, begegnet Felix Krull im Zug nach Lissabon. In dem „Eisenbahnkapitel“, einem der Höhepunkte des Romans, lässt ihn Thomas Mann die Philosophie der drei Urzeugungen vortragen, der schrittweisen Entstehung von Materie, Leben und Erkenntnis. Danach bleibt der Gelehrte im Hintergrund.
Wesentliche Teile des Gesprächs übernahm Thomas Mann etwas später für sein Radio-Essay Lob der Vergänglichkeit.

#### Stanko
Der unrasierte Kroate Stanko, der in der Hotelküche arbeitet und sich im Pariser Milieu auskennt, überrascht Felix, als dieser – vermeintlich unbeobachtet – den von Madame Houpflé gestohlenen Schmuck betrachtet. Stanko gibt Felix einen Tipp, wie er den Schmuck zu Geld machen kann, und verlangt Halbpart.
In der Folge akzeptiert Felix Stanko als gelegentlichen Freizeitbegleiter. Er lässt sich von ihm duzen, bleibt ihm gegenüber jedoch beim „Sie“. Als Stanko vorschlägt, gemeinsam einen Einbruch zu riskieren, beendet Felix die Kumpanei.
Der Ganove Stanko erkennt in Felix Krull instinktiv seinesgleichen, den Kriminellen. Diese Einsicht geht Felix ab. In der selbstverliebten Überzeugung, ein „Vorzugskind des Himmels“ und „aus feinerem Holz geschnitzt“ zu sein, gelten für ihn – im Gegensatz zu seinen Mitmenschen – keine Verbote. Auf den ungeschlachten Stanko sieht der spätere Zuchthäusler Krull mit heimlicher Verachtung herab.

### Mythologische Parallelen

#### Hermes
Der vielleicht zentrale Aspekt des blenderischen Halbwissens, mit welchem Krull, der in der Schule eher schlechte Schüler, seine Mitmenschen regelmäßig beeindruckt, ist die von Madame Houpflé erworbene Kenntnis des griechischen Gottes Hermes. Genau wie Felix erreicht dieser Gott seine Ziele gewaltlos, aber mit Hilfe herausragender rhetorischer Fähigkeiten, wobei er auch dem Betrug nicht ganz abgeneigt ist. Die Charaktermerkmale dieser Gottheit sind ebenso wie die Krulls extrem variierend, sodass es Schwierigkeiten bereitet, das Essentielle seines Seins zu erfassen. Seine jugendliche Eleganz und natürliche Begabung bilden eine weitere Parallele zu Felix’ Wesen. Als Götterbote befindet sich Hermes zwischen Göttern und Menschen, in einer höher gestellten Position als der Rest der Erdenbewohner – ein Status, den auch Krull für sich beansprucht. Dessen episodenhafte Form des Reisens – horizontal und vertikal in der Gesellschaft – findet sich in Hermes’ Eigenschaft als Gott der Wanderer wieder.
Kritisch anzumerken ist allerdings, dass Hermes eine Gestalt der griechischen Antike ist, in welch letzterer Friedrich Nietzsche zufolge noch der Gegensatz von „gut“ (im Sinne von „edel“, d. h. „adelig“) und „schlecht“ (im Sinne von „schlicht“, d. h. von niederem Stand) vorherrschend gewesen sei, und in der es eine „Herrschaft der Guten“, also eine „Aristokratie“ gegeben habe. Im Kontext der zugehörigen „Herrenmoral“ sei es, so Nietzsche, sinnlos, einem „Herren“ vorzuwerfen, er sei kriminell, da er auf Grund seiner sozialen Stellung selbst entscheiden könne, was er dürfe und was nicht. Um mit dieser Haltung „durchzukommen“, muss man aber auch wirklich „Herr“ sein (wie der Gott Hermes) und dies nicht (wie Felix Krull) bloß vortäuschen.
Thomas Mann nimmt die Arbeit an dem Hochstapler-Roman wieder auf in einer Zeit, die gerade die Exzesse des nationalsozialistischen „Herrenmenschentums“ überstanden hat.

#### Narziss
Der mythologische Narziss und die Romanfigur Felix Krull sind beide im gleichen Maß erfüllt von Eigenliebe und dem Stolz auf die ihnen beschiedene Schönheit. Die Ästhetik des Körperlichen der beiden Charaktere bedingt, dass sich zahlreiche Menschen jeden Geschlechts in sie verlieben. Während Narziss diese ihm entgegengebrachte Liebe jedoch zurückweist, was ihm ein isoliertes Schicksal und schließlich den Tod beschert, nimmt Krull zumindest erotische Avancen des Öfteren und mit Vergnügen an. Felix begibt sich in eine andere, positivere Art der Isolation. Zwar ist er davon überzeugt, auserwählt zu sein, aber dennoch hat er das Gefühl, in seiner Allsympathie die Welt zu lieben, mit all ihren großen und kleinen Schönheiten, genauso wie sie ihn aus seiner Sicht liebt. Er sei „zum Liebesdienste geschaffen und ausgezeichnet“, meint Rozsa, das „Freudenmädchen“, seine „Lehrmeisterin“. Allerdings sind die Lästereien über seine Mitmenschen, die der Memoirenschreiber dem Leser mitteilt, mit dieser Haltung nur schwer vereinbar; sie zeugen nicht von echter Nächstenliebe. Auch das Bemühen um ein „ordentliches“ Begräbnis für seinen Vater ist nicht nur durch das Gefühl der Pietät motiviert, sondern auch Ausdruck der Sorge, der Vater könne als Selbstmörder ähnlich „gebrandmarkt“ werden, wie Goethe es am Ende seines Romans „Die Leiden des jungen Werther“ beschreibt. Diese Schmach muss jemand wie Felix Krull unbedingt vermeiden. Felix Krull weist viele Merkmale auf, die einen Narzissten kennzeichnen – ein Krankheitsbild, das zuerst von Sigmund Freud systematisch dargestellt wurde, der sich bei der Wahl des Namens für diese Neurose von der antiken Mythologie hat inspirieren lassen.

#### Andromache
Die Zirkusartistin Andromache vereint all die Wunschvorstellungen des Krull in sich. Der als androgyn, aber doch zierlich beschriebene Körper konzentriert das Doppelbild von Bruder und Schwester aus seiner Frankfurter Zeit und die später folgende Symbiose der strengen, rassigen Mutter da Cruz und ihrer Tochter Zouzou auf eine Person. Durch eiserne Disziplin und einen unbedingten Willen ist diese Trapezakrobatin Abend für Abend in der Lage, über sich hinauszuwachsen, alle menschlichen Schwächen zu überwinden. Krull spiegelt sich in ihr wider, in einer vermeintlichen Form des Übermenschen, wie ihn Nietzsche gefordert hat. Den Blick hinter die heroische Fassade gewährt allein der Name dieser Figur. Tatsächlich ist die antike Andromache, die Frau Hektors, lediglich eine besonders tragisch vom Schicksal gestrafte Frau, deren gesamte Familie getötet, und die als Sklavin unmenschlich behandelt wurde. Somit ist der scheinbare Übermensch womöglich nichts weiter als Kafkas schwindsüchtige Reiterin auf der Galerie.

### Felix Krulls Welt- und Selbstverständnis

Arthur Schopenhauer, 1859

Der Schelmenroman enthält einen ironisch verfremdeten Appell an Ehrgeiz und Selbstdisziplin; Eigenschaften, die jeder aufbringen sollte, um (als „Selbstüberwinder“ im Sinne Nietzsches) sich zu vervollkommnen. Auch ein Hang zum Existenzialismus lässt sich in Krulls Weltverständnis entdecken. Der vom Schicksal Bevorzugte – denn so sieht sich das Sonntagskind Felix – nimmt sein Leben selbst in die Hand, ist seine Freiheit und sein Schicksal, muss sich vor niemandem als sich selbst rechtfertigen. In diesen Auffassungen finden sich Aspekte aus den Philosophien Schopenhauers, Nietzsches und Sartres.
Felix’ (lat.: der Glückliche) Lebensstrategie:
- Der schöne Schein: „Von Natur fühlt er sich als bevorteilt und vornehm, ist es aber nicht seinem gesellschaftlichen Range nach und korrigiert diesen ungerechten Zufall durch eine seiner Anmut sehr leicht fallenden Täuschung, durch Illusion.“[21] Damit rückt Thomas Mann den Hochstapler in die Nähe des Künstlers.
- Liebe zu sich selbst und die unerschütterliche Gewissheit, „aus feinerem Holze geschnitzt zu sein“, beeindrucken die Umwelt und machen liebenswert.
- Beredsamkeit und Charisma sind effektiver als Gewalt.
- Höflichkeit schafft Distanz.
- „Liebe die Welt und sie wird dich lieben.“ Thomas Mann bezeichnet diese Welt-Sehnsucht als „Pan-Erotik“[22] und „Allsympathie“.

Viele der unbeabsichtigten Helfer seines Aufstiegs können auf wundersame Weise einen persönlichen Profit aus der Begegnung mit ihm ziehen. Er hinterlässt keine Leichen, sondern eine um ein Abenteuer mit mythologischem Hintergrund bereicherte Madame Houpflé, hat dem einfältigen Stanko zu Geld verholfen und dem Marquis de Venosta zu Freiheit für seine Pariser Liebschaft, war dem mitteilungsbedürftigen Professor Kuckuck ein aufmerksamer Zuhörer, hat die rassestolze Senhora Kuckuck beglückt. Enttäuschen musste er nur Eleanor Twentyman und Lord Kilmarnock.

Thomas Mann am 17. Oktober 1954 an Fritz Martini: „Dieser moderne Hermes ist im Grunde gar nicht frivol, sondern hat eine gewisse komisch-versöhnende Weltansicht - so scheint mir.“

### Krulls Gesellschaftsbild
Krulls Haltung gegenüber der Mitwelt pendelt zwischen „Allsympathie“ und Erwähltheitsdünkel. Wenngleich Krull die Welt in all ihrer Vielfalt zu lieben vorgibt, lässt er keinen Zweifel daran, dass er an eine natürliche Hierarchie glaubt, dass er von der Ungleichwertigkeit der Menschen überzeugt ist. Thomas Mann hat diese Gesinnung als aristokratisch bezeichnet. Hier hat er sie dem Sohn eines leichtlebigen, in Konkurs gegangenen Schaumweinfabrikanten mitgegeben.
Elitär spricht Felix Krull vom menschlichen „Kroppzeug“ (Musterung), beschreibt Armut wie eine Krankheit und möchte den Leser schonen, wenn er nicht weiter die ärmlichen Mitreisenden im Zug nach Paris beschreibt. Offen bleibt dabei, ob Krull seine eigenen Ansichten mitteilt oder ob er glaubt, die geäußerte Weltsicht gehöre zu seiner Rolle.

### Autobiografische Bezüge
Sicher ist, dass der Roman Bekenntnisse des Hochstaplers Felix Krull insofern eine – allerdings fiktive – Autobiographie darstellt, als der Memoirenschreiber (der Erzähler) und der Protagonist dieselbe Person sind. Schwieriger zu beantworten ist die Frage, inwieweit und in welcher Form Thomas Mann seine eigene Persönlichkeit im Roman abgebildet hat.
Geplant war der Hochstaplerroman als Parodie von Goethes Autobiographie Dichtung und Wahrheit. Doch unter der Hand schreibt Thomas Mann, sich selbst ironisch durchschauend, sein eigenes Psychogramm. Kein Roman Thomas Manns ist autobiographischer und bekenntnishafter als dieser.
Thomas Mann hat Felix Krull mit einem heiteren Naturell ausgestattet – und damit eine Kontrastfigur geschaffen zu dem abweisenden Adrian Leverkühn in Doktor Faustus und dem melancholischen Tonio Kröger in der gleichnamigen Künstlernovelle. Unter den Gattungsbegriffen Autobiografie / Künstlerroman korrespondieren Doktor Faustus und Bekenntnisse des Hochstaplers Felix Krull. Die beiden Romane zeigen verschiedene Facetten von Thomas Manns Persönlichkeit.
In der Dichterin Diane Philibert und in Senhora Maria Pia mit dem kaum merklichen Bärtchen, beide mit ihrem Gefallen an der jünglingshaften Erscheinung Felix Krulls, steckt auch ein bisschen Thomas Mann, der sich ebenfalls von aparter Jungmännlichkeit hat beeindrucken lassen. Tochter Erika hatte das „Erz-Päderastische“ der Liebesszene mit Diane Philibert sofort durchschaut (Thomas Mann am 31. Dezember 1951 im Tagebuch).
Lord Kilmarnock schließlich könnte als Thomas Manns Alter Ego im Roman betrachtet werden: Auch Thomas Mann hat sich als älterer Herr in einen jungen Kellner verliebt.
Zitierenswert ist die Vorbereitung Felix Krulls auf die Täuschung der Militärersatzkommission: „[…], daß ich mit großer Genauigkeit, ja streng wissenschaftlich zu Werke ging und mich wohl hütete, die sich bietenden Schwierigkeiten für gering zu achten. Denn Dreinstolpern war nie meine Art, eine ernste Sache in Angriff zu nehmen; vielmehr habe ich stets dafür gehalten, dass ich gerade mit dem äußersten, der gemeinen Menge unglaubhaftesten Wagemut kühlste Besonnenheit und zarteste Vorsicht zu verbinden habe, damit das Ende nicht Niederlage, Schande und Gelächter sei, und bin gut damit gefahren.“ Mit gleicher Sorgfalt ist auch Thomas Mann an seine künstlerischen Produktionen herangegangen.
Seinen Narzissmus fasst Felix Krull in die Worte: „Ja, der Glaube an mein Glück und daß ich ein Vorzugskind des Himmels sei, ist in meinem Innersten stets lebendig geblieben, und ich kann sagen, dass er im ganzen nicht Lügen gestraft worden ist“. Thomas Mann hat sich ebenso gesehen. Aus dem amerikanischen Exil, sein trotz des Zwangs zum Weggang aus Deutschland geglücktes Leben rechtfertigend, schreibt er einem Freund im Nachkriegsdeutschland: „Ich bin eben gnädig geführt worden von einem Schicksal, das es zwar streng, darunter aber immer grund-freundlich mit mir meinte.“ Der Adressat, Hans Reisiger, ist in Doktor Faustus als Rüdiger Schildknapp porträtiert.

### Sprache und Stil
Felix Krull steigt auf mit ungetrübtem Selbstbewusstsein und Geschmeidigkeit. Seine Mittel sind sein Charisma, sein blendendes Aussehen und die bestätigende, einschmeichelnde Rede. Sie öffnen ihm alle Türen. Besonders die Euphemismen liegen Krull am Herzen. So gelingt es ihm, das Leben am Rande der Gesellschaft durch seine vornehme und gehobene Redeweise salonfähig zu machen. In anspruchsvoller Umgebung blendet er mit en passant aufgeschnapptem Halbwissen, verschnörkelten Satzkonstruktionen und hochgestochener Wortwahl. Auch den Leser beeindruckt er damit, von gelegentlichen sprachlichen Patzern abgesehen, die sein Autor absichtsvoll einmontiert hat. Dies wird unter dem Begriff des unzuverlässigen Erzählens diskutiert. Und doch ist die Art, wie Felix Krull mit wenig Material Wirkung erzielt, eine genuine Leistung, – die artistische Leistung des Künstlers (und Gauklers).

## Chronologische Folge der einzelnen Drucke

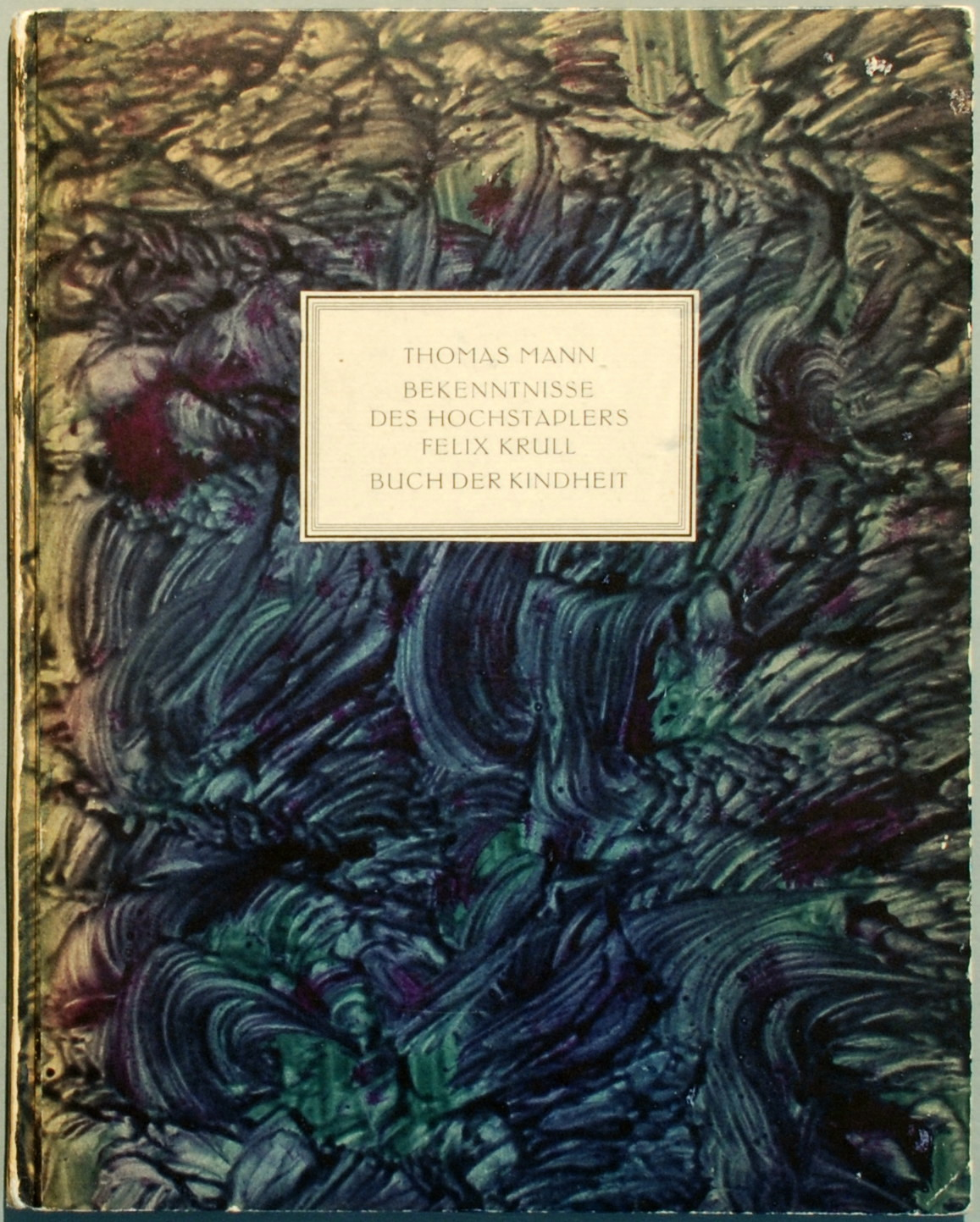
1922
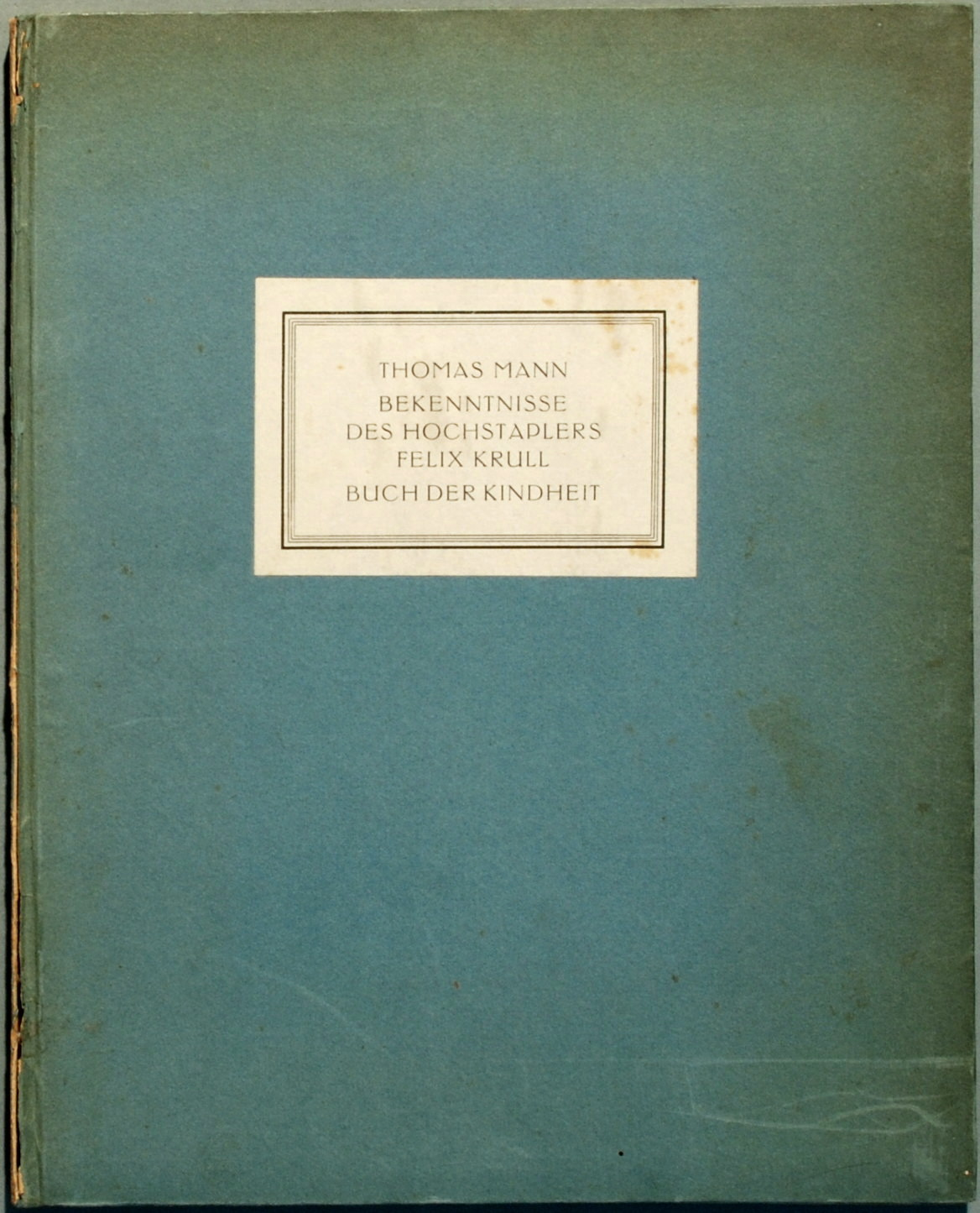
1922
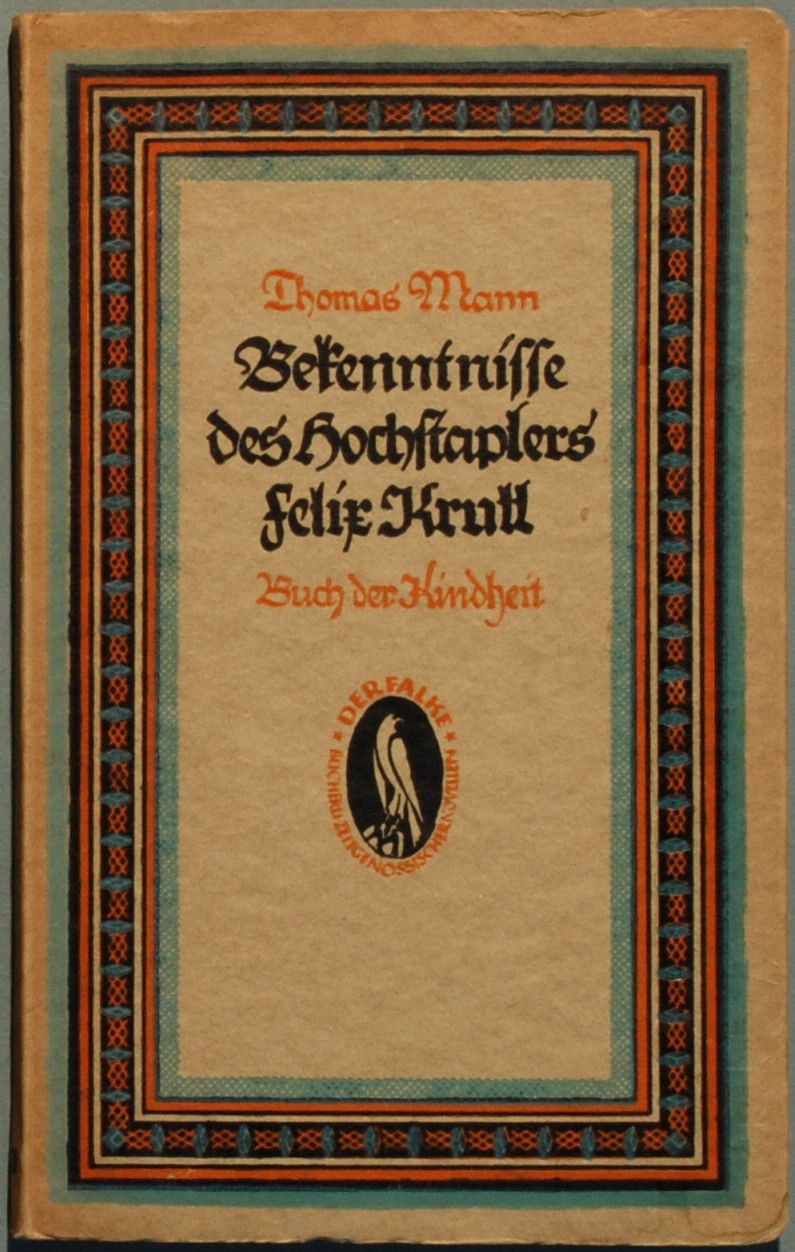
1923
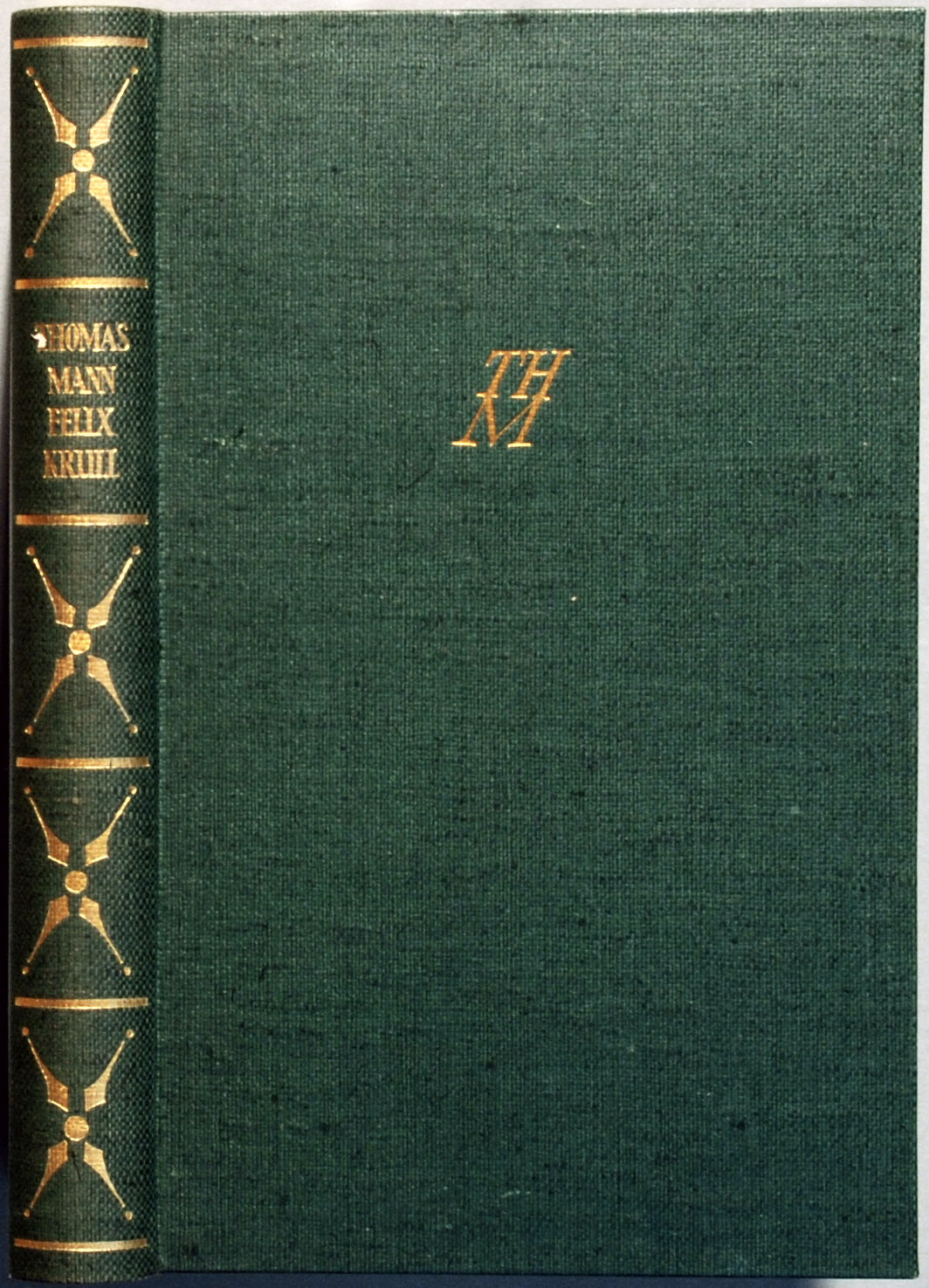
1937
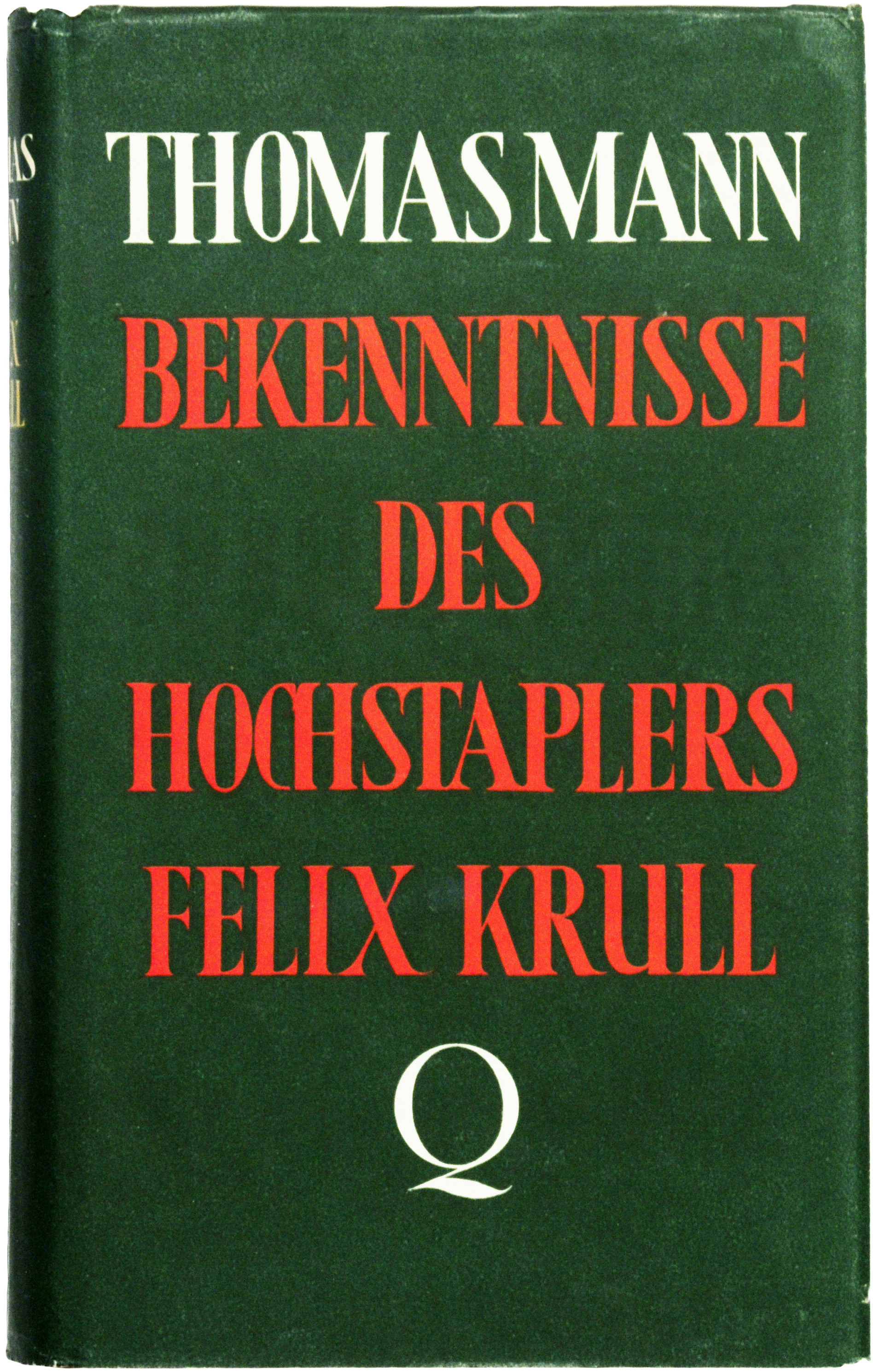
1937
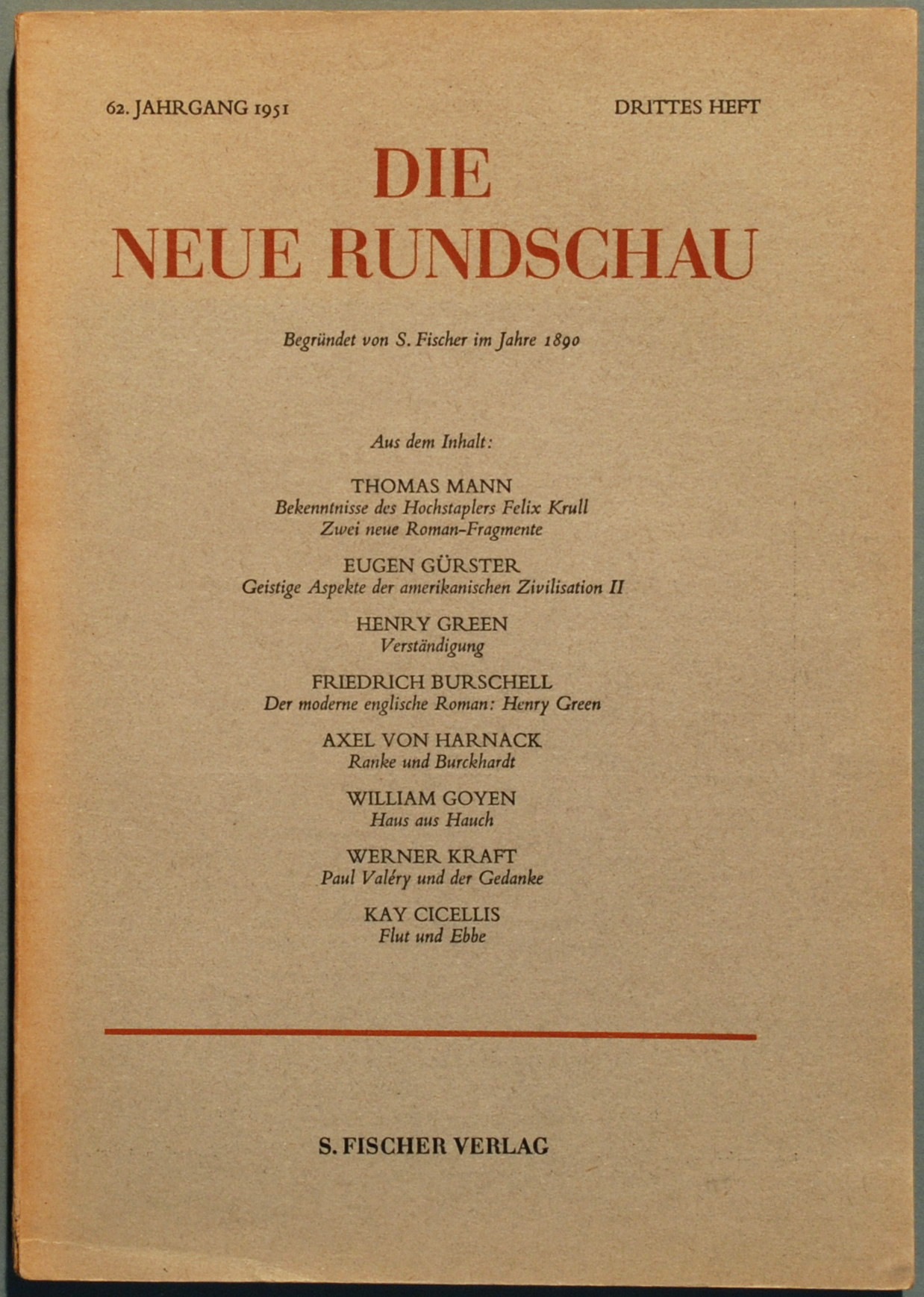
1951
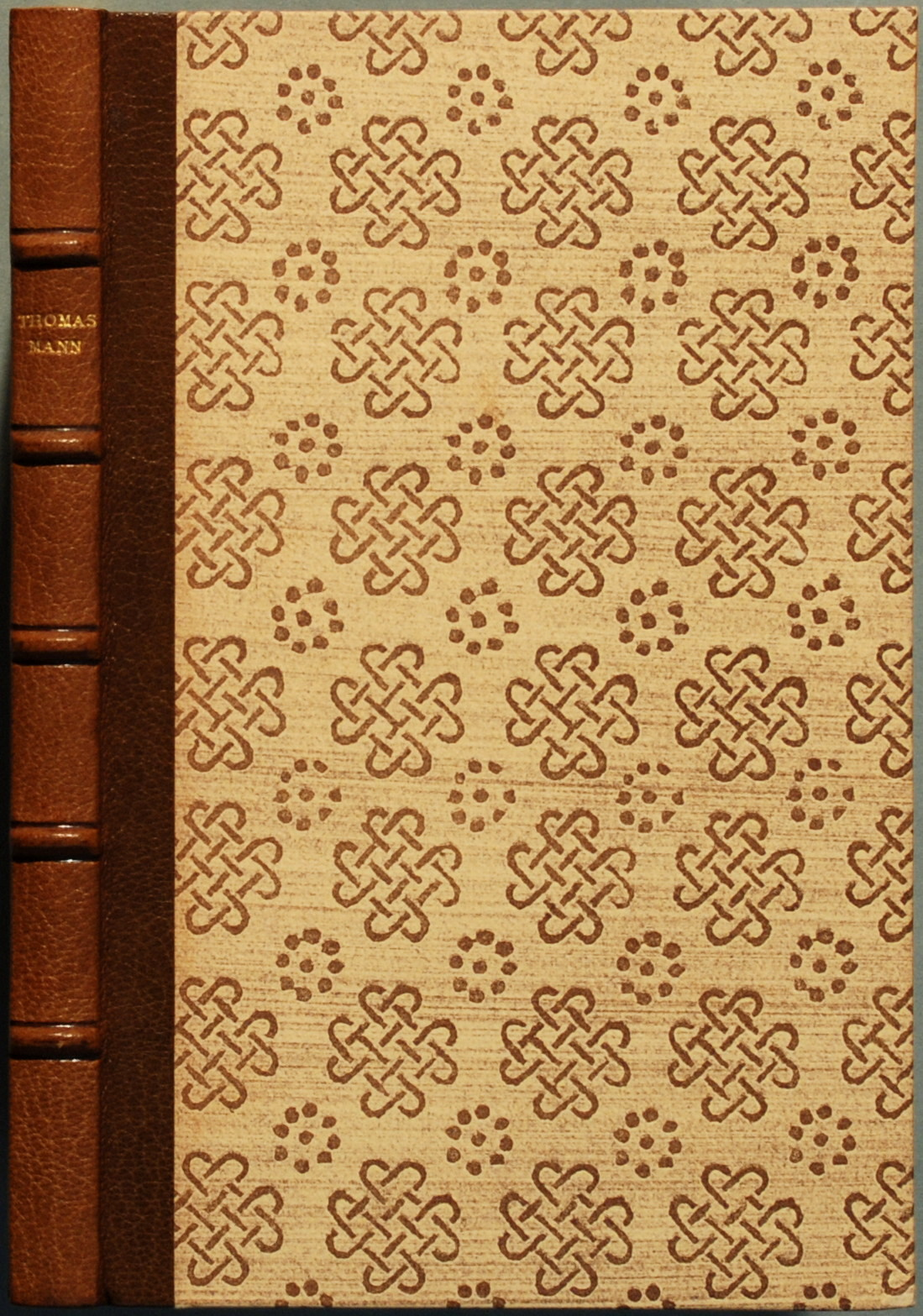
1953
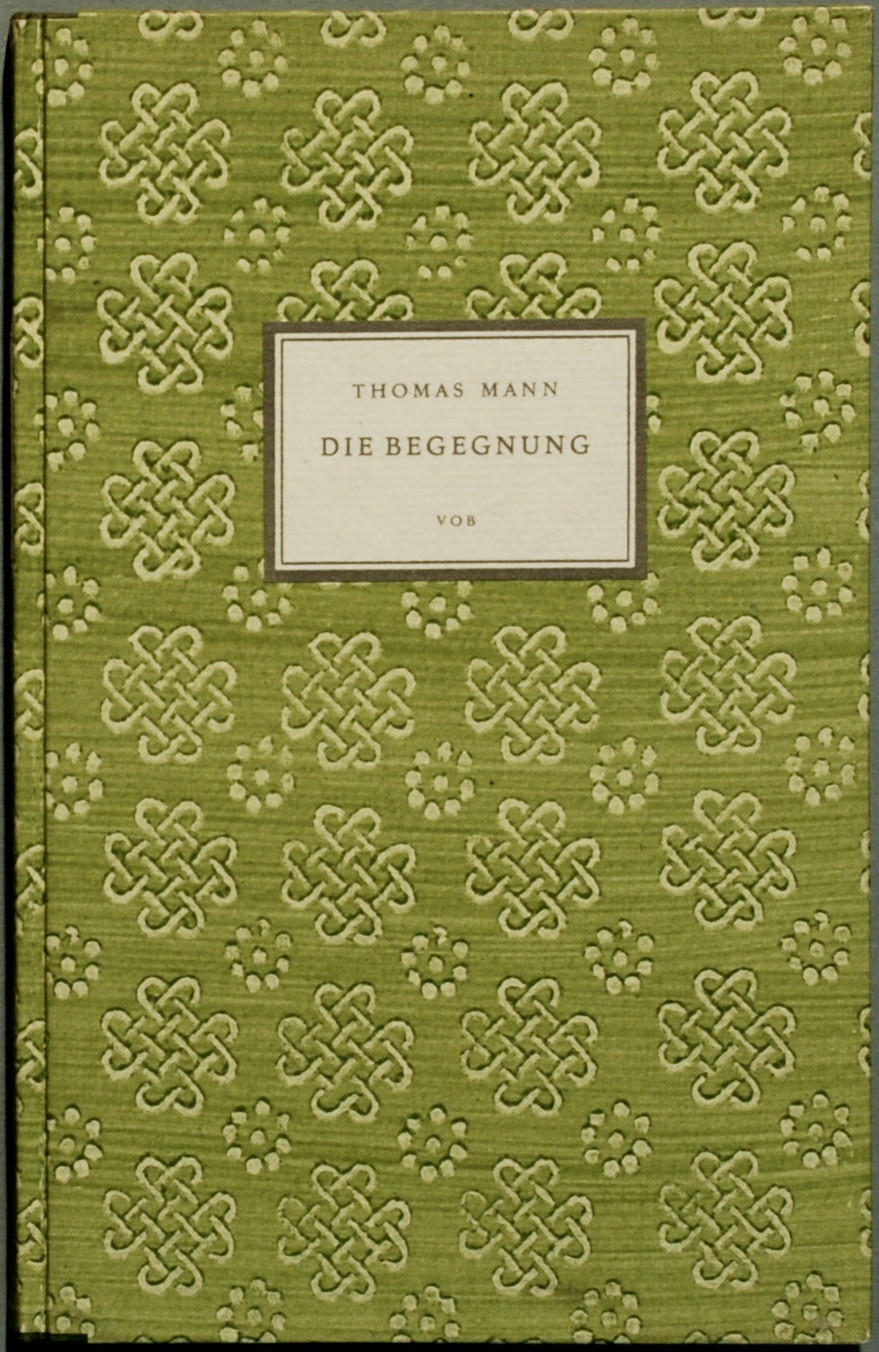
1953
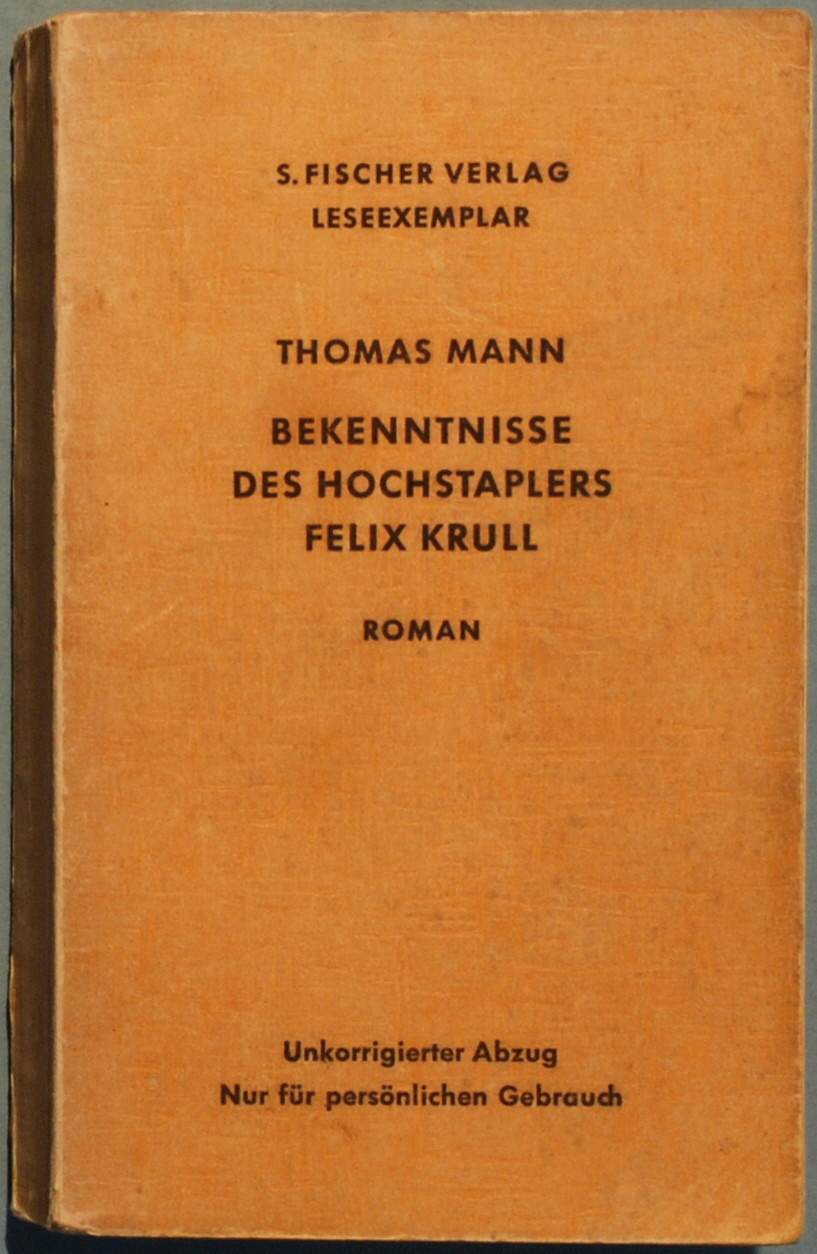
1954
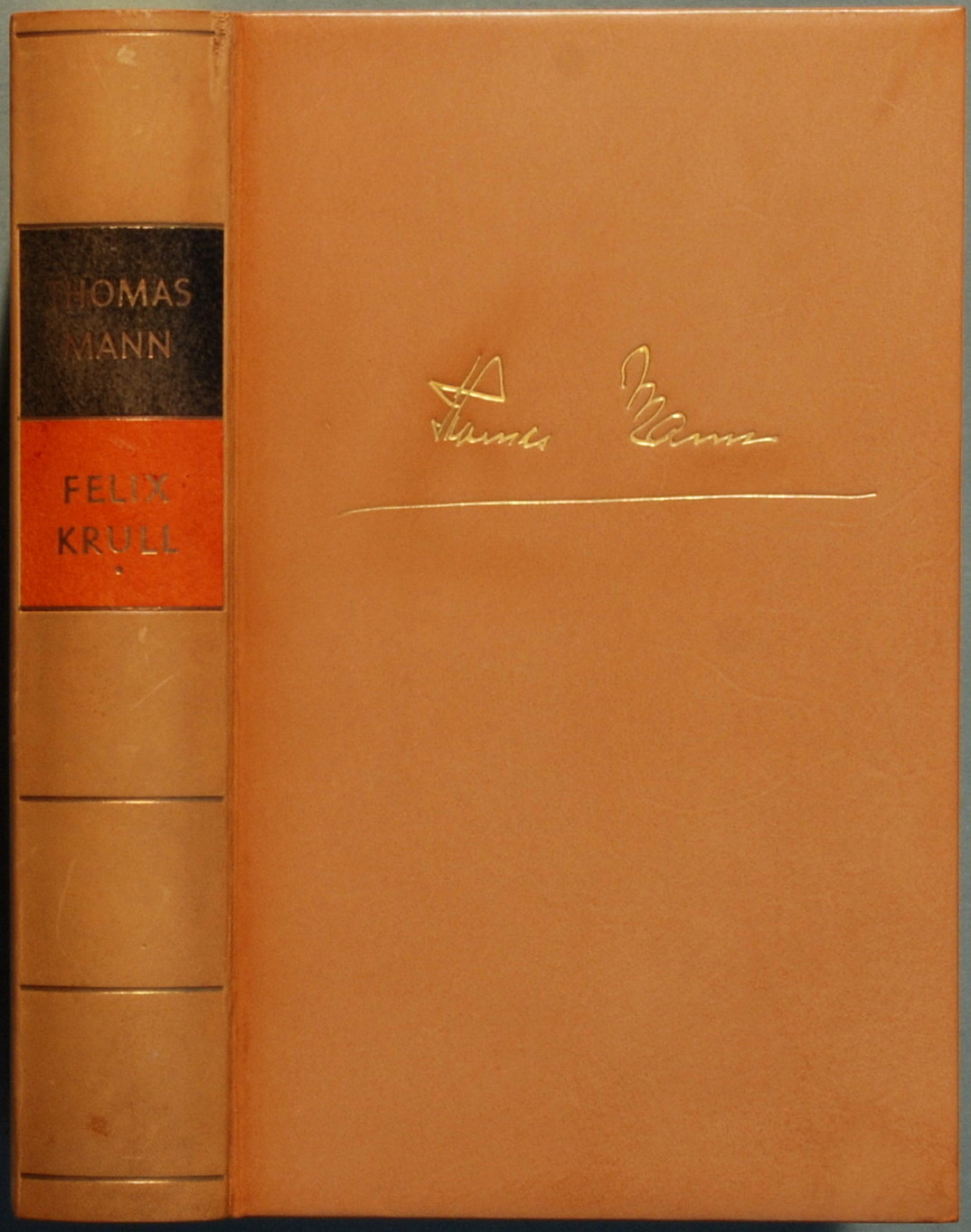
1954
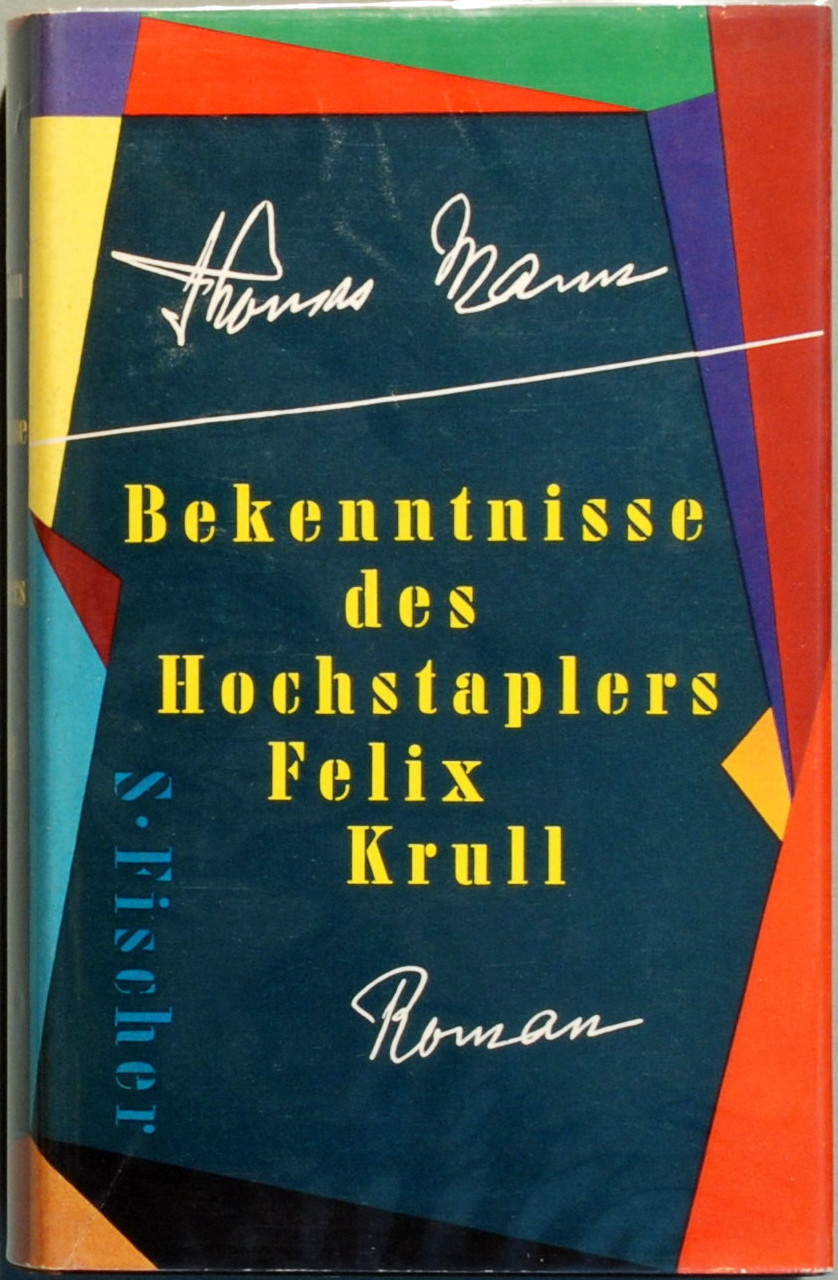
1954
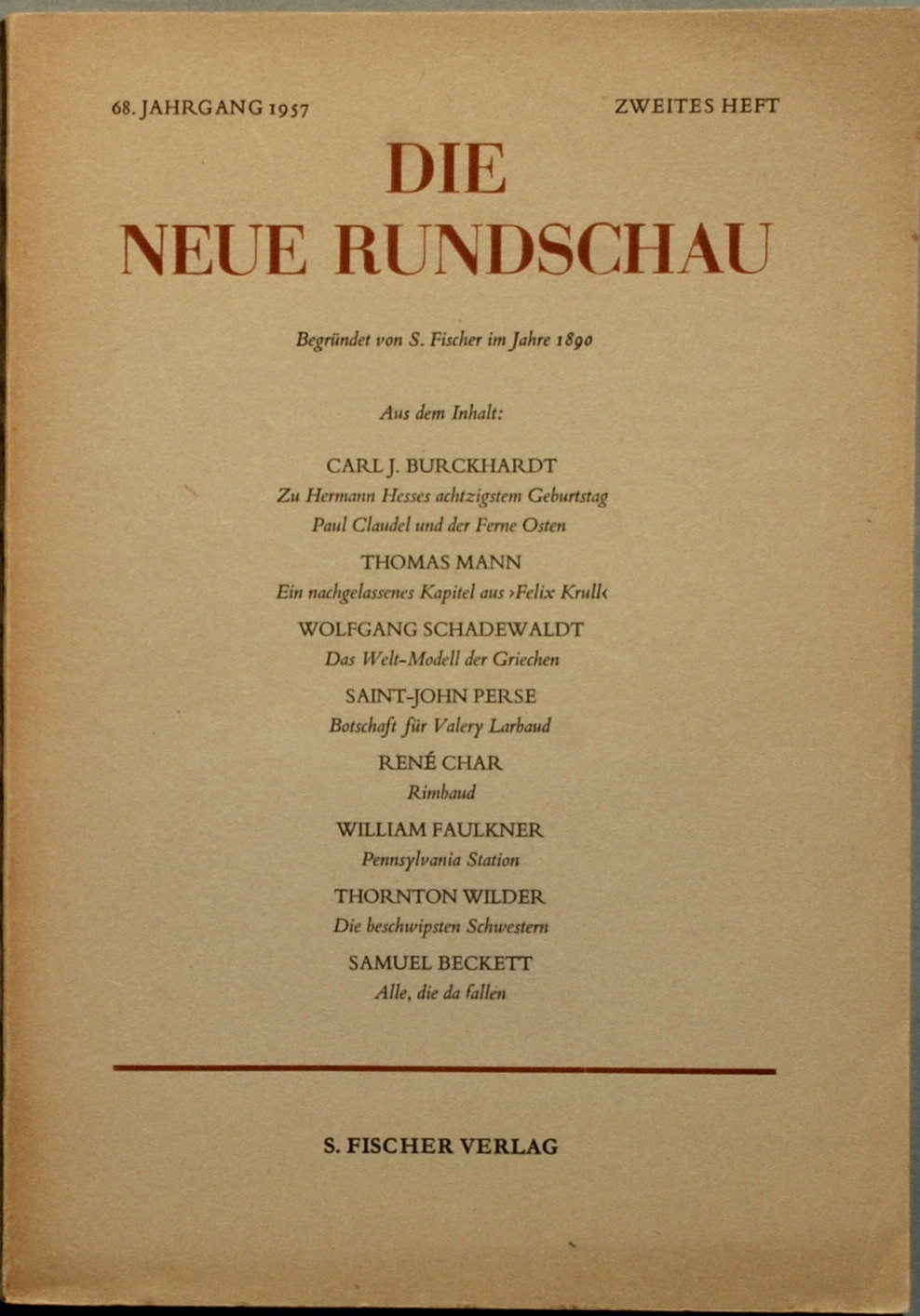
1957

## Verfilmungen
Der Klassiker unter den Verfilmungen ist Kurt Hoffmanns Bekenntnisse des Hochstaplers Felix Krull (1957) mit Horst Buchholz als Felix Krull. Diese Verfilmung weist jedoch ein von dem Buch abweichendes Ende auf. Das Drehbuch sowie die Idee zur Schlusslösung stammen von Robert Thoeren.
Das Buch wurde 1981–82 als fünfteilige Fernsehserie verfilmt, Drehbuch und Regie stammten von Bernhard Sinkel. Auch eine 125-minütige Version wurde erstellt. John Moulder-Brown verkörperte Felix Krull, Klaus Schwarzkopf seinen Vater.
2020/2021 wurde der Roman nach einem Drehbuch von Daniel Kehlmann unter der Regie von Detlev Buck und mit Jannis Niewöhner in der Titelrolle erneut verfilmt.

## Vertonungen
Erstmals wurde der Roman 2019 von Marc L. Vogler in der zweiaktigen Oper Felix Krull vertont. Ein besonderer Stellenwert kommt darin der Romanfigur des Müller-Rosé zu. Das Verhältnis zwischen Wahrheit und Täuschung, zwischen Sein und Schein des Opernsängers zieht sich leitmotivisch durch die gesamte Struktur des Werkes. Ihre Premiere feierte die Oper am 7. Januar 2023 im Kölner Excelsior Hotel Ernst, knapp hundert Jahre nachdem Thomas Mann dort selbst zu Gast war.

## Theater
2020 feierte eine Bühnenfassung unter der Regie von Anna-Elisabeth Frick mit Eddie Irle, Annemarie Brüntjen und Matthias Breitenbach Premiere am Nationaltheater Mannheim.

## Hörspiel
- 2008: Bearbeitung und Regie von Sven Stricker; Mitwirkende: Barnaby Metschurat (Felix Krull), Klaus Herm (Stabsarzt), Wladimir Pavitsch (Stanko), Sandra Borgmann (Diane), Gerd Baltus (Schimmelpreester), Michael Prelle (Vater), Friederike Kempter (Zouzou), Peter Fricke (Professor Kuckuck), Teresa Harder (Mme Kuckuck), Hans Löw (Venosta), Konstantin Graudus (Hurtado); Produktion: NDR 2008.[30] Als CD-Auflage im Februar 2009 beim Hörverlag erschienen ISBN 978-3-86717-238-7.

## Weitere Medien
- Die Musterungsszene existiert als LP des S. Fischer Verlages, hergestellt von der Deutschen Grammophon Gesellschaft (1954). Vermutlich handelt es sich um Werbematerial, denn das Cover trägt den gelb unterlegten Aufdruck „Die Buchausgabe des Romans BEKENNTNISSE DES HOCHSTAPLERS FELIX KRULL ist erschienen im S. Fischer Verlag“. Die Grafische Gestaltung ist angelehnt an die des Schutzumschlages der Erstausgabe. (Quelle: Stiftung Medienarchiv Bielefeld)
- Die „Musterungsszene“ ist zu hören auf der 1966 in der DDR erschienenen LP Litera 8 60 001 „Thomas Mann - Bekenntnisse des Hochstaplers Felix Krull. Musterungsszene, gelesen von Thomas Mann“
- Es existiert außerdem eine weitere LP (Ariola-Athena) dieser Szene vom Fischer Verlag mit der Aufschrift: Thomas Mann liest die Musterungsszene aus seinem Roman „Bekenntnisse des Hochstaplers Felix Krull“, Katalog-Nr. 70 066
- Es existieren Tonaufnahmen von Thomas Mann, der aus Felix Krull liest. Die verschmitzte Freude des Autors während der Lesung ist noch den alten Tonaufnahmen deutlich anzumerken: ISBN 3-89940-263-4
- Das Gespräch mit Professor Kuckuck existiert als LP von der Deutschen Grammophon Gesellschaft in der Reihe Wort Resonance (Aufnahme: S. Fischer Verlag). Überschrift: „Bekenntnisse des Hochstaplers Felix Krull - Gespräch zwischen Krull und Professor Kuckuck, gelesen vom Autor“, vermutlich von 1957 (P-Jahr). (Quelle: Privatbesitz des Originals). Katalog-Nr. 2571 127 (Ausgabe als MC: 3321 127)
Diese LP wird auf dem Schutzumschlag der Auflage 21.–42. Tausend, S. Fischer / Frankfurt 1954 erläutert: Als Überraschung an die Leser erscheine gleichzeitig mit dem Buch eine LP. Diese – 50 Min. Spieldauer – „wurde nach einer Aufnahme des Nordwestdeutschen Rundfunks, Hamburg, von der Deutschen Grammophon-Gesellschaft hergestellt. In künstlerisch ausgestatteter Schutzhülle“. Weiter heißt es: An die Stelle der objektiven Buchseite trete hier die lebendige Wärme der Stimme des Dichters und seiner Persönlichkeit. (Quelle: Schutzumschlag des Buches)
- Der Schauspieler O. E. Hasse las die ersten Kapitel des Romans für eine weitere LP für die Firma Telefunken (1964/1965) ein.
- 2001: Ungekürzte Hörbuch-Fassung, gelesen von Gert Westphal, 13 CDs, Deutsche Grammophon LITERATUR und Radio Bremen, ISBN 3-8291-1536-9
- 2007: Ungekürzte Hörbuch-Fassung, gelesen von Boris Aljinovic, 12 Cds + MP3-Version, Argon Hörbuch, ISBN 978-3-86610-158-6